# Mateo Corvalán
Mateo Corvalán (Mendoza, 1792 - Valparaíso) fue un militar que participó de la Campaña de Chile.

## Biografía
Mateo Corvalán nació en la ciudad de Mendoza en 1792, hijo de Domingo Rege Corvalán y de Manuela Sotomayor, hermano del militar y sacerdote Gabino Corvalán, del general Manuel Corvalán, del coronel Victorino Corvalán y de la patricia Margarita Corvalán.
Se integró a las milicias cívicas como alférez de artillería en 1813 y en 1815 se incorporó al batallón 11 de Cazadores.
El 27 de abril de 1816 fue ascendido a teniente 2.º y ese mismo año alcanzó el grado de teniente 1.º. En 1817 se sumó al Batallón N.º  1 Cazadores del Ejército de los Andes.
Con la división al mando de Juan Gregorio de Las Heras cruzó la Cordillera de los Andes y tras combatir el 12 de febrero de 1817 de la batalla de Chacabuco participó de la campaña llevada a cabo en el sur de Chile contra las fuerzas realistas.
Combatió en las acciones de Curapaligüe, Cerro Gavilán, Arauco y en el sitio y asalto de Talcahuano.
Luchó luego en la sorpresa de Cancha Rayada y participó del triunfo definitivo de los patriotas en la batalla de Maipú el 5 de abril de 1818. Integró la nómina de oficiales ascendidos tras la batalla (fue ascendido a capitán graduado) y recibió el cordón y medalla correspondientes.
Casó con Rosario Doria y Saravia en Chile, donde finalmente se afincó hasta su muerte. Tuvo cuando menos una hija, que casó con el capitán Rafael Navarrete. En 1820 fue designado sargento mayor de Valparaíso y el 19 de octubre de 1833, con el grado de teniente coronel, Mateo Corvalán, "reputado por su inflexible dureza", fue nombrado juez fiscal en reemplazo de Fernando Anacleto de la Fuente en un proceso iniciado por una conspiración para sublevar a una unidad de húsares.